# Sarninghausen
Sarninghausen è una frazione (Ortsteil) della città di Steyerberg, nel land della Bassa Sassonia, in Germania.

## Storia
Già comune autonomo nel circondario di Nienburg/Weser, fu soppresso e incorporato a Steyerberg il 1º marzo 1974.